# Classe Bogue
Vous lisez un « bon article » labellisé en 2025.
La classe Bogue est une classe de porte-avions d'escorte construite pour l'United States Navy durant la Seconde Guerre mondiale. Il s'agit de petits porte-avions rapides à construire, bon marché, construits à partir de coques de cargos. Quarante-cinq navires de ce type sont construits. Onze entrent en service dans l'US Navy, et trente-quatre sont prêtés, dans le cadre du programme Lend-Lease, à la Royal Navy qui leur attribue les noms de classes Attacker et Ruler.
Ces navires, lents et peu protégés comparés aux porte-avions de première ligne, sont utilisés sur tous les théâtres navals de la Seconde Guerre mondiale. L'un de leurs rôles est l'escorte des convois de navires marchands, face à la menace des sous-marins, notamment dans l'Atlantique. Ils sont aussi beaucoup employés dans un rôle de convoyage d'avions entre les théâtres d'opérations, ou au profit d'autres porte-avions. Enfin, ils participent au soutien aérien d'opérations terrestres et à la formation des pilotes de l'aéronavale. Ces navires ont ainsi permis d'accomplir des missions importantes, mais pour lesquels engager un grand porte-avions d'escadre aurait été impossible, de par leur nombre limité. 
Après la Seconde Guerre mondiale, les unités américaines sont mises en réserve, et quatre sont réactivées pour convoyer des avions dans les années 1960. Une partie des unités ex-britanniques est transformée en cargos, pour servir dans le transport civil. Tous les navires finissent par être ferraillés. 

## Origine

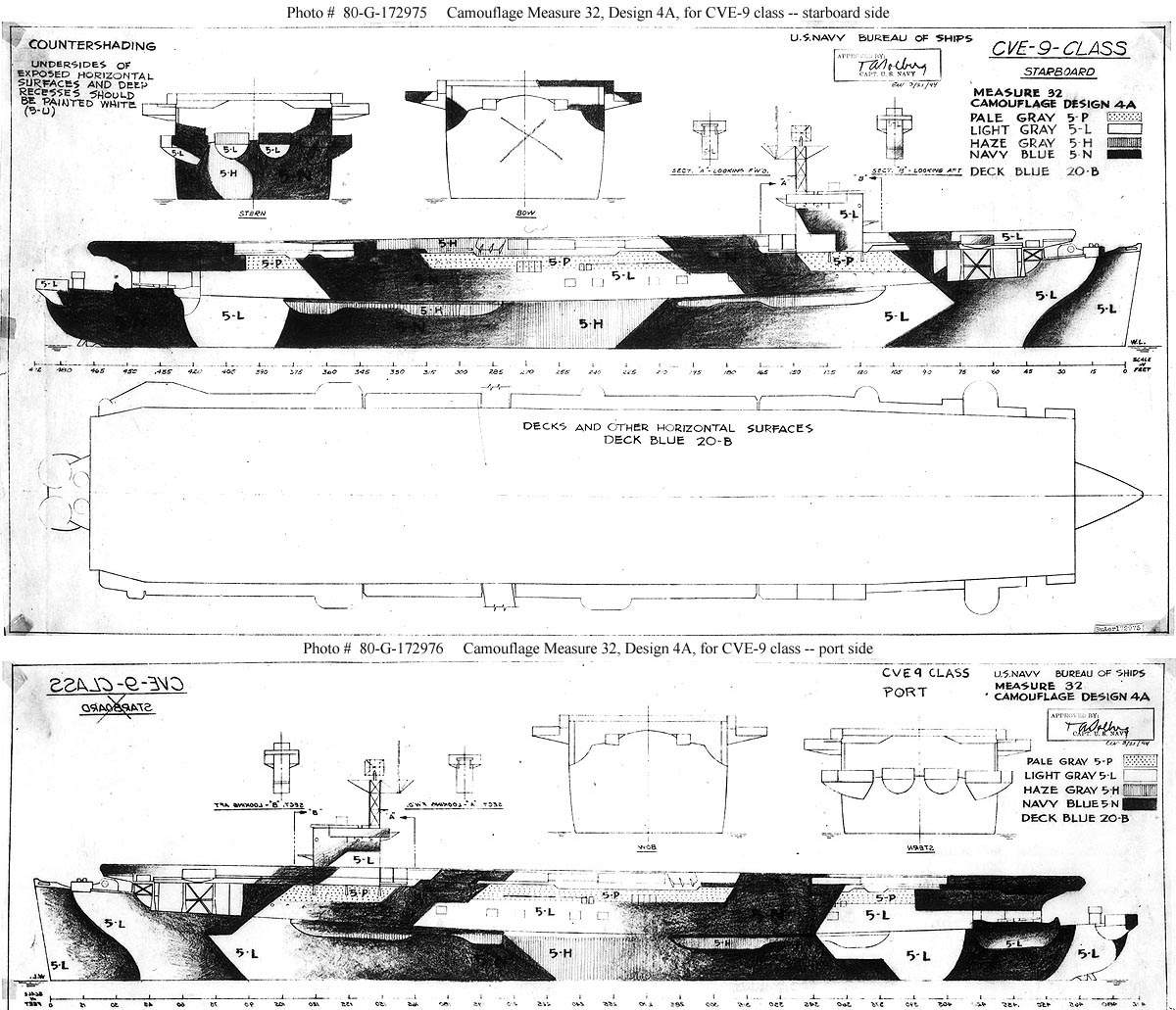
Schéma général de la classe.

### L'idée du porte-avions d'escorte
Le concept de porte-avions d'escorte germe d'abord au Royaume-Uni dans la deuxième moitié des années 1930, quand les stratèges de la guerre navale comprennent qu'une protection aérienne est le meilleur moyen d'escorter les convois contre les attaques sous-marines et aériennes, mais que les grands porte-avions (Fleet carrier), de par leur nombre limité, ne peuvent assurer partout cette protection. De là vient l'idée de construire de petits porte-avions, issus éventuellement de la conversion de navires conçus comme cargos, comme pétroliers ou comme paquebots, à faible coût. Les Américains s'intéressent à leur tour à cette idée de porte-avions auxiliaires bon marché et pouvant être construits rapidement dans des chantiers qui ne sont pas spécialisés dans les navires de guerre. Cependant, dans un premier temps, ils les envisagent surtout dans un rôle d'entrainement. Cette logique les conduit, pendant la guerre, à la réalisation de deux porte-avions d'eau douce. Ce type de navire devient un peu plus tard le porte-avion d'escorte, désigné par l'acronyme CVE. Il se distingue du porte-avion léger (CVL), incarné par la Classe Independence. Le porte-avion léger a une capacité aéronavale similaire mais est construit à partir d'une coque de croiseur. Il est bien plus rapide et mieux protégé que le CVE, ayant vocation à naviguer au sein d'une escadre et combattre plus directement la flotte ennemie.

### Les cargos de type C3
Une loi américaine de 1936 (en) prévoit des mesures dirigistes pour moderniser et accroître la flotte marchande du pays, tout en abaissant les coûts de construction, alors plus élevés qu'au Royaume-Uni. Cette loi instaure l'United States Maritime Commission, qui commence un travail de standardisation de types de navires marchands. L'enjeu est industriel et commercial, mais aussi stratégique : ces navires seront disponibles pour la logistique militaire au besoin. Les types de navires sont désignés par une lettre (C pour cargo, T pour tanker, P pour navire de passagers) et un chiffre indiquant une catégorie de taille. Le cargo de type C3, un des modèles issus de cet effort, a un déplacement d'environ 12 500 tonnes, et est propulsé à 16,5 noeuds par une turbine à vapeur. Le premier navire de ce type, appelé Sea Fox, entre en service en mars 1940. Ces navires sont produits massivement pendant la guerre. Au total, en comptant les versions dérivées pour d'autres usages, 645 sont construits jusqu'en 1946.

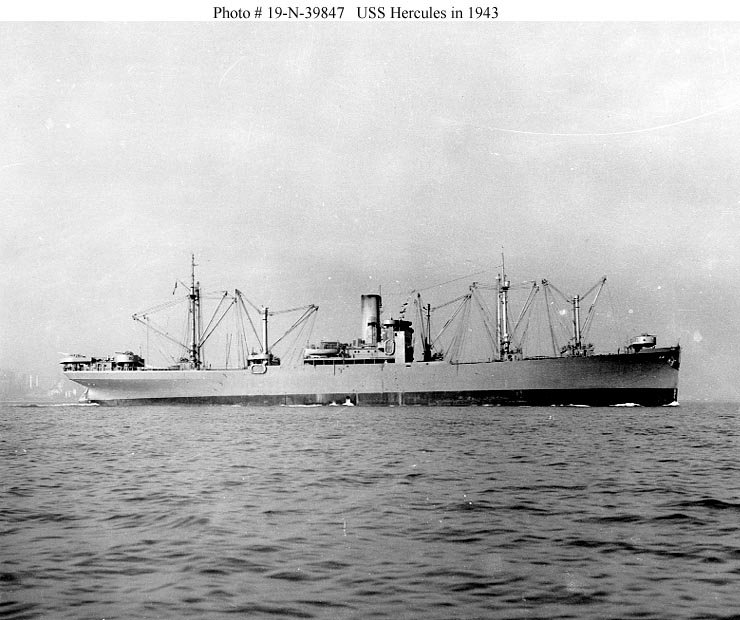
Cargo C3 dans sa configuration initiale.

Ces coques disponibles en grand nombre servent de base à des modifications pour les besoins militaires. Outre les porte-avions d'escorte de la classe Bogue, cinquante-neuf C3 sont transformés en navires de transport amphibie, pour les débarquements. Quatre deviennent des navires de réparation, sept des ravitailleurs de sous-marins, et enfin, deux sont convertis en transports d'hydravions.

### Les classesLong IslandetAvenger
Avant la classe Bogue, six autres porte-avions d'escorte, les premiers du genre, sont construits à partir de coques de type C3. Les deux Long Island, le Long Island de l'US Navy et le Archer britannique, sont mis en service avant l'entrée en guerre des États-Unis, suivis par la Classe Avenger qui comprend quatre unités, les Agender, Biter et Dasher britannique, et le Charger américain. En mars 1943, le Dasher est perdu dans une explosion accidentelle, dont les causes n'ont jamais été établies avec précision, ce qui crée le doute dans la Royal Navy sur la sécurité de ces conversions. 
Ces navires sont largement considérés comme les prototypes de la classe Bogue, et plus largement des porte-avions d'escorte. Le retour d'expérience obtenu dans leurs opérations permet d'affiner le cahier des charges pour les navires suivants, par exemple en démontrant la nécessité de disposer de deux ascenseurs pour les avions et non d'un seul.

### Commande
La construction en série de la classe Bogue, version améliorée des Long Island et  Avenger, est le 26 décembre 1941, trois semaines après  l'attaque sur Pearl Harbor. La commande concerne vingt-deux unités (le premier lot de production). Le même jour, quatre autres porte-avions d'escorte construits à partir de coques de pétroliers sont commandés : la Classe Sangamon.

## Caractéristiques

### Caractéristiques navales
Les Bogue reprennent la coque des cargos de classe C3. Sur la classe Long Island, la propulsion choisie était de type diesel, ce qui réduisait la production de fumée. Les Bogue reviennent à une propulsion par chaudières et turbine à vapeur, ce qui améliore légèrement la vitesse. Ils possèdent deux chaudières construites par Foster-Wheeler, alimentant une unique turbine vapeur de 8500 chevaux fournie, selon les navires, par Allis-Chalmers ou General Electric, et une seule hélice, des cargos de Type C3. La vitesse maximale est de 18 nœuds.  Cette vitesse est très modeste par rapport à celle des grands porte-avions de flotte (33 noeuds pour la Classe Yorktown par exemple), mais plus que suffisante pour accompagner les convois de navires marchands.

### Carburant
La capacité d'emport de carburant est de 2 741 mètres cubes de fioul lourd pour les chaudières, 400 mètres cubes de diesel, et 651 mètres cubes d'essence aviation. La réserve d'essence aviation est augmentée de 77% par rapport à la classe Long Island. Sur les unités américaines, le réservoir de carburant communique avec l'eau de mer. Il se remplit d'eau par le fond au fur et à mesure que l'essence est utilisée (l'essence est plus légère que l'eau, et immiscible), pour éviter la présence d'air. Les britanniques jugent ce système dangereux et le remplacent par des réservoirs distincts.

### Superstructure
Les navires de la classe Bogue possèdent un petit château placé à tribord. C'est une autre évolution par rapport à la classe Long Island, dépourvue de superstructures. Cet étroit château contient la passerelle de commandement, les cabines du capitaine et du navigateur, ainsi qu'une salle des cartes et une plate-forme d'observation.

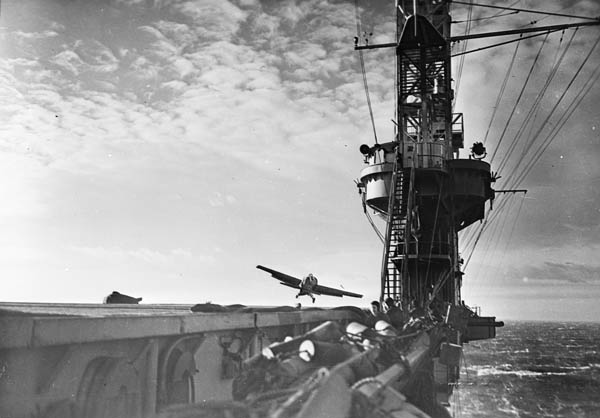
L'angle de cette photo montre l'étroitesse du château.
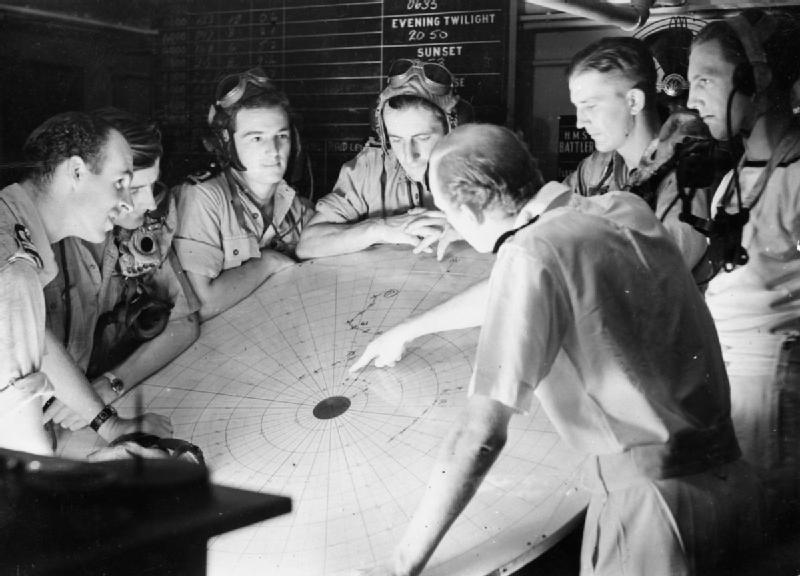
Briefing avant une mission, dans la salle des cartes du HMS Battler.

### Aviation embarquée
La conversion en porte-avion est plus aboutie que sur les Long Island. Les Bogue ont un pont d'envol et un hangar plus grands, et deux ascenseurs pour avions au lieu d'un seul. Cela leur donne une capacité aéronavale très accrue. Une limite importante de classe est cependant le fait que le hangar, aménagé à la place du pont principal du cargo, n'est pas entièrement plat, ce qui complique la manutention des avions. Le pont d'envol est construit en planches de douglas, un conifère très présent dans le nord-ouest américain. À l'avant du navire se trouve une catapulte hydro-pneumatique de type H Mk2, les mêmes catapultes utilisées sur tous les porte-avions américains en service au début de la Seconde Guerre mondiale. Elle est assez puissante pour lancer un avion de 3 200 kg à la vitesse de 113 km/h, vitesse qui s'ajoute au vent de face et à la vitesse du navire lui-même.
Un Bogue a habituellement 24 avions à son bord. En service dans l'US Navy, il s'agit d'un mélange de bombardiers-torpilleurs Grumman TBF Avenger et de chasseurs Grumman F4F Wildcat et/ou Chance Vought F4U Corsair. Pour les appareils en service en Grande-Bretagne, on trouve aussi des avions de ces mêmes types (cédés eux aussi en lend-lease), ainsi que des appareils britanniques, Fairey Swordfish et Hawker Sea Hurricane. Tous ces avions sont des mono-moteurs. Les navires possèdent des grues pour charger et décharger les avions à quai, et aussi pour remonter à bord un hydravion qui s'est posé en mer. Les Bogue sont souvent utilisés pour le transport d'avions, par exemple vers des bases insulaires ou au profit d'autres porte-avions. Dans ce cas, ils peuvent emporter environ 90 appareils, stationnés dans le hangar et sur le pont, mais aucun décollage ou appontage n'est possible.

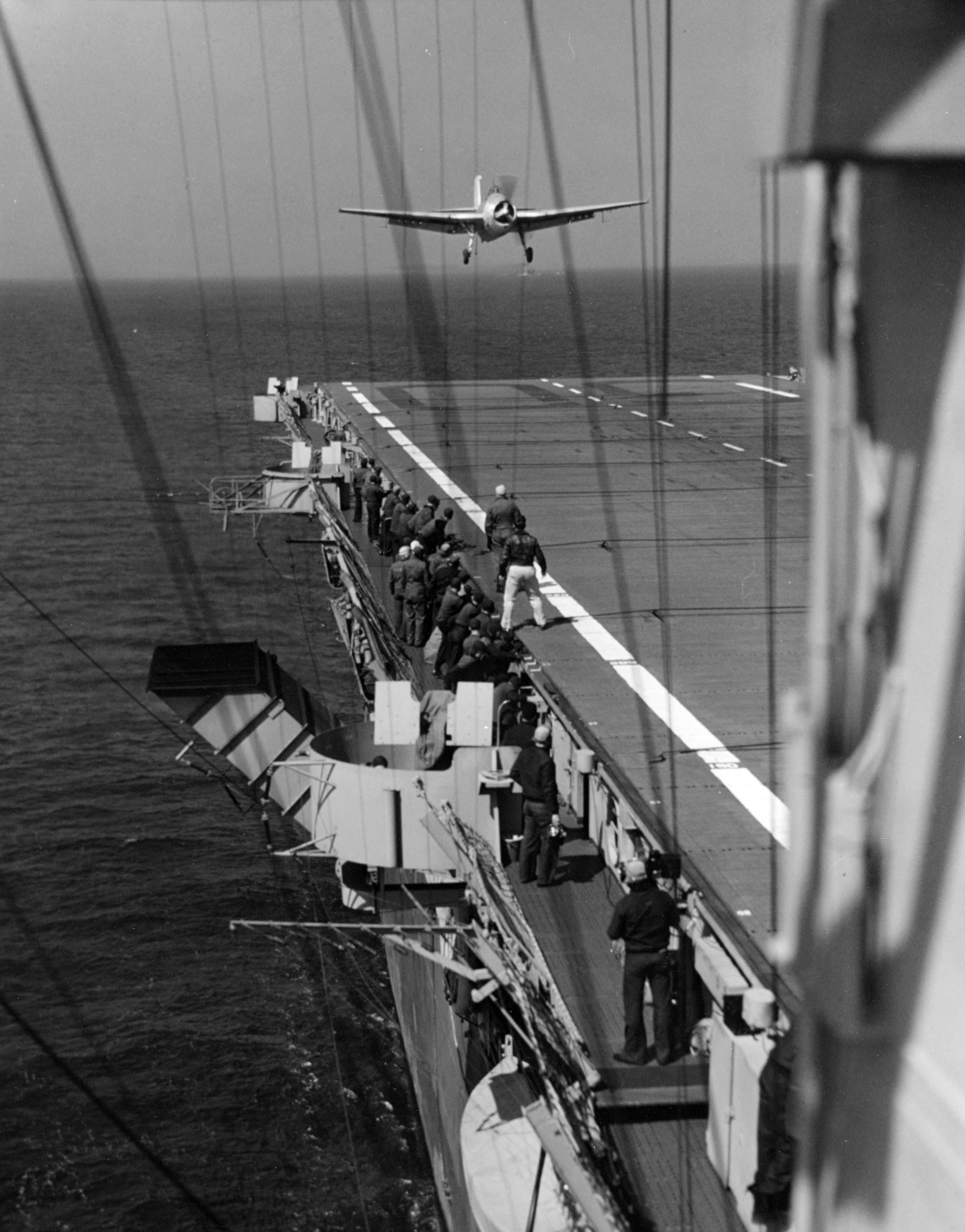
Appontage d'un Avenger.
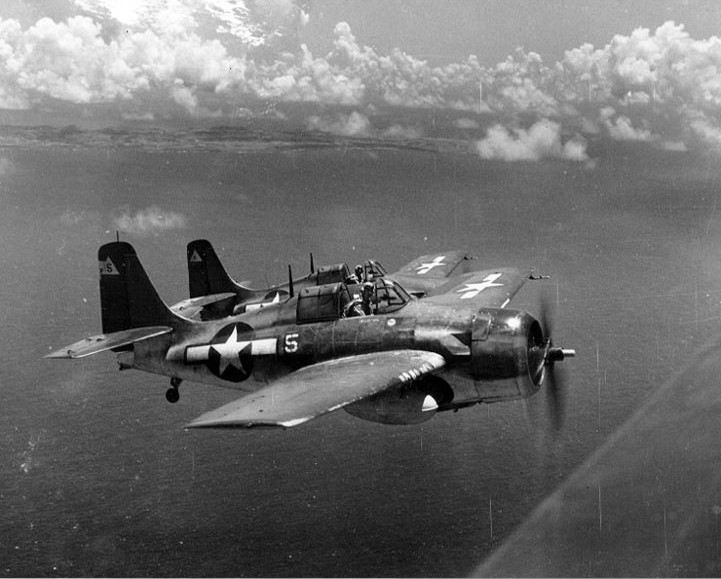
Deux Wildcat en formation.
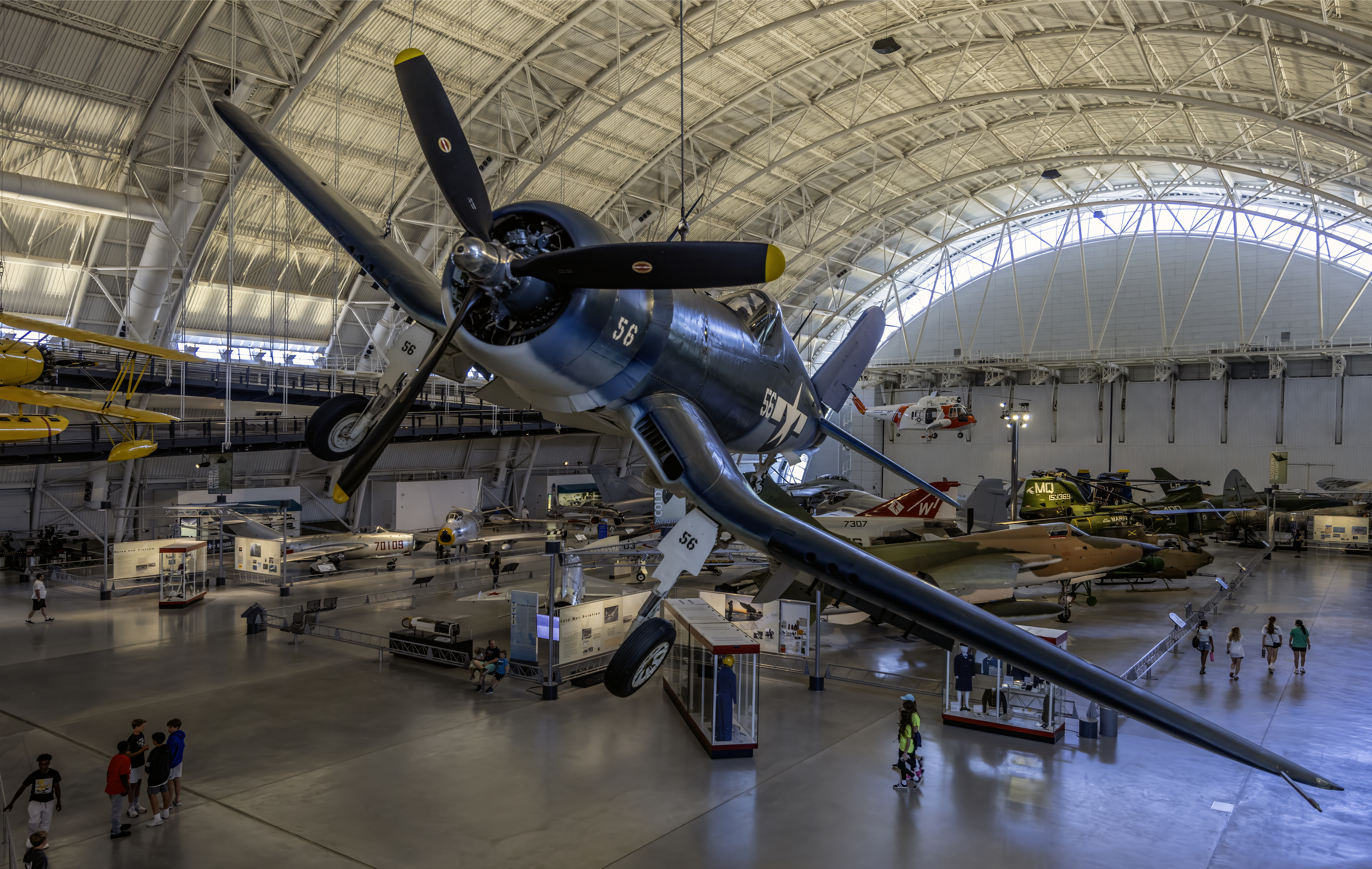
Un Corsair en exposition.
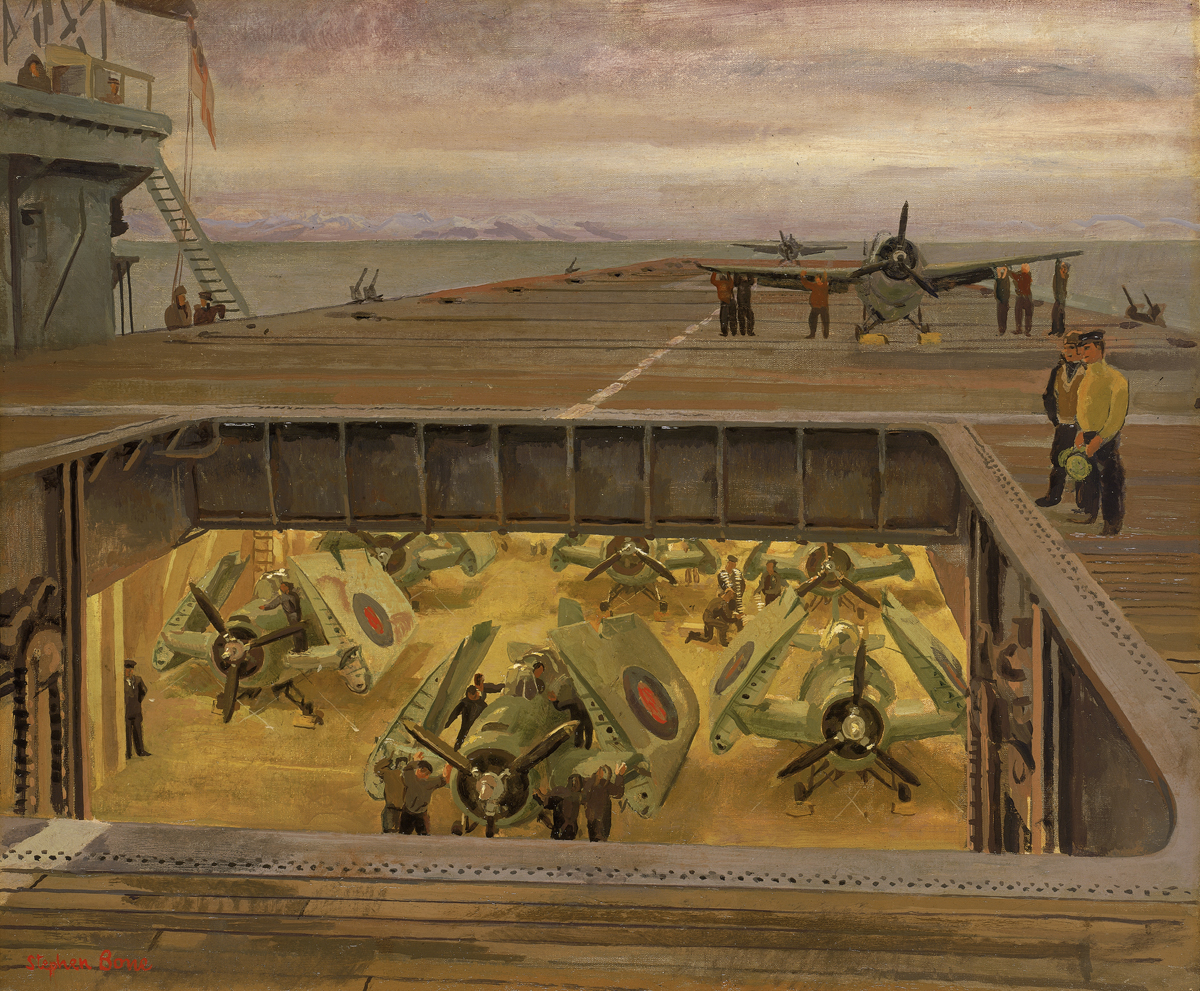
Le hangar à avions (peinture de Stephen Bone (en)).

### Artillerie défensive et blindage
Conformément à la doctrine d'usage des porte-avions d'escorte, les Bogue ne possèdent pas de blindage ni d'artillerie de gros calibre : ils ne sont pas censés se trouver face à des cuirassés ou des croiseurs ennemis. Telle que la classe a été conçue, un Bogue possède deux canons de 5 pouces/51 calibres conçus pour la défense contre des petits navires, comme des torpilleurs ou des destroyers, montés sur une plate-forme à l'arrière, et dix canons anti-aériens 20 mm Oerlikon. Cette artillerie est souvent augmentée par la suite. Selon les navires, des Bofors 40 mm L/60 anti-aériens sont ajoutés, et le nombre de canons Oerlikon est souvent accru. En outre, les canons de 5 pouces/51 calibres anti-navires sont souvent remplacés par des canons de 5 pouces/38 calibres à double usage, donc aussi anti-aériens. Ces canons de cinq pouces sont les mêmes que ceux utilisés comme armement principal sur plusieurs classes de destroyers et comme armement secondaire sur les cuirassés.
La coque n'est pourvue d'aucune protection contre les torpilles. Au-dessus de la ligne de flottaison, il n'existe qu'un blindage léger sur quelques endroits stratégiques, comme l'entrepôt des munitions, la passerelle de commandement et les postes des servants de l'artillerie.

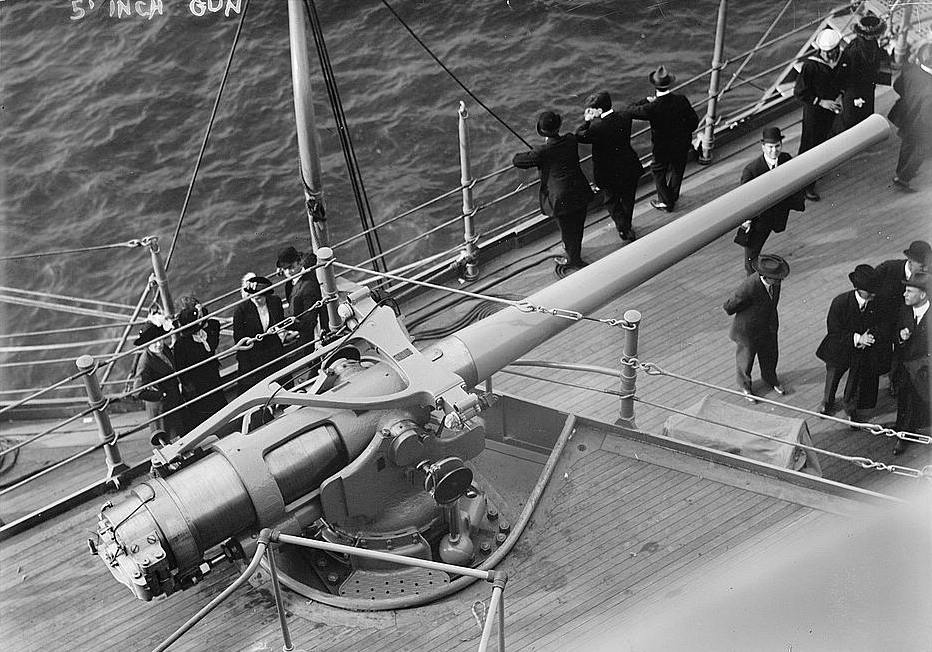
Un 5 pouces/51 calibres (ici à bord d'un cuirassé)
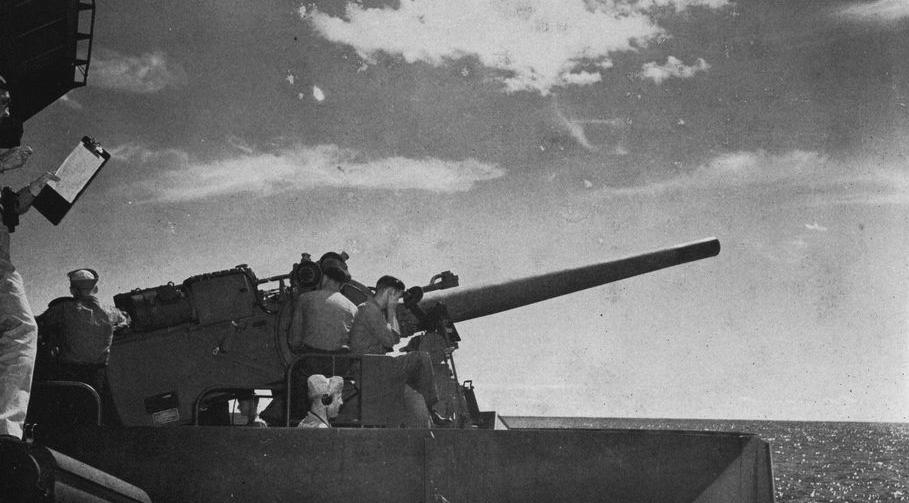
Canon de 5 pouces/38 calibres
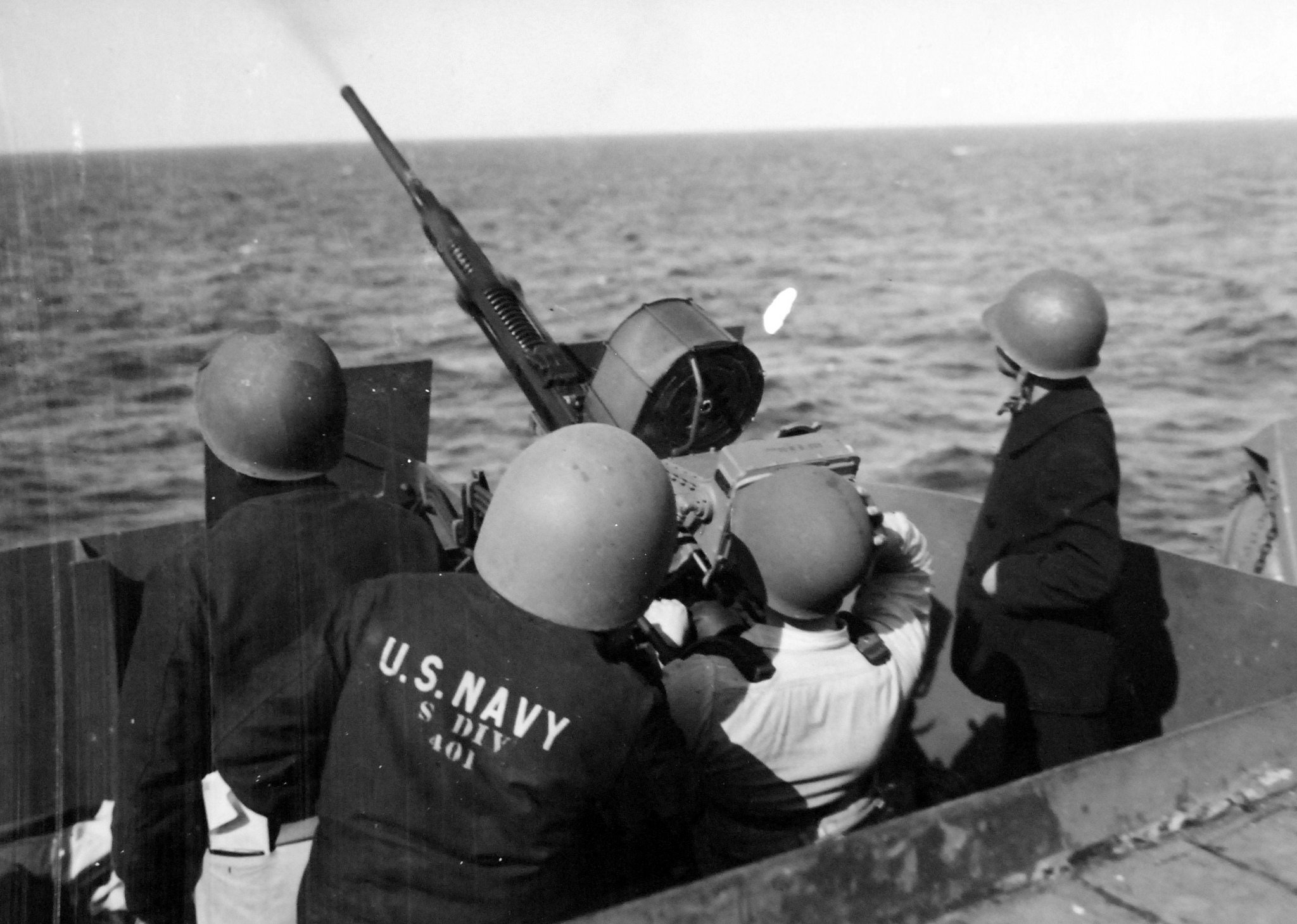
Affût Oerlikon 20 mm
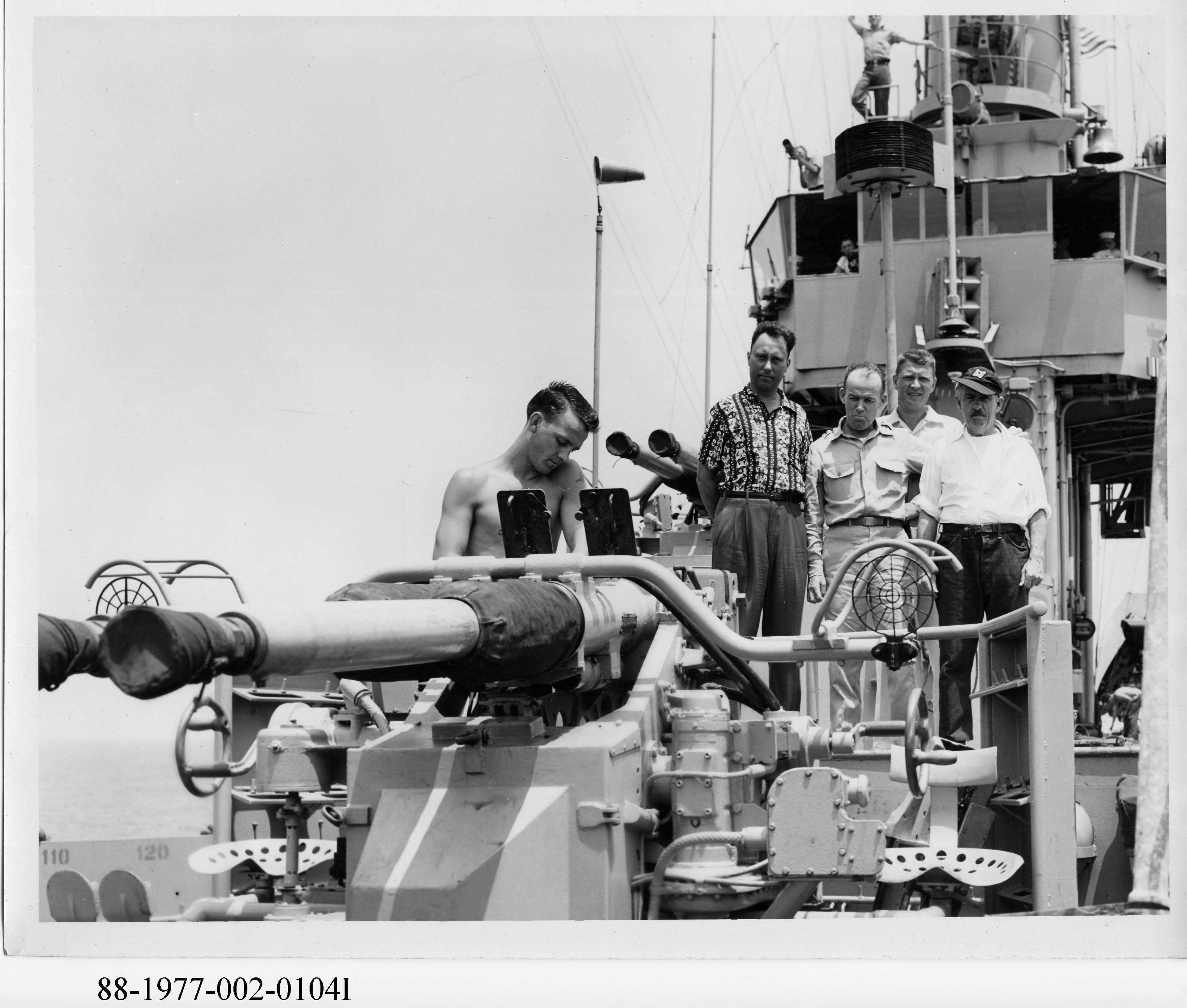
Affût double Bofors 40 mm à bord d'un Bogue

### Électronique
L'équipement radar d'origine sur la classe Bogue est composé d'un radar SG (en) et d'un radar SC (en). Le SG est un radar Bande S de veille de surface, tandis que le SC est un radar VHF de veille aérienne. À la fin de la guerre, le radar SK (en) succède au SC. Par ailleurs, une balise radio de type YE est présente. La balise YE permet aux pilotes d’avions de retrouver leur porte-avion. Les navires en service côté britannique possèdent aussi un équipement ASDIC, ancêtre du sonar. 

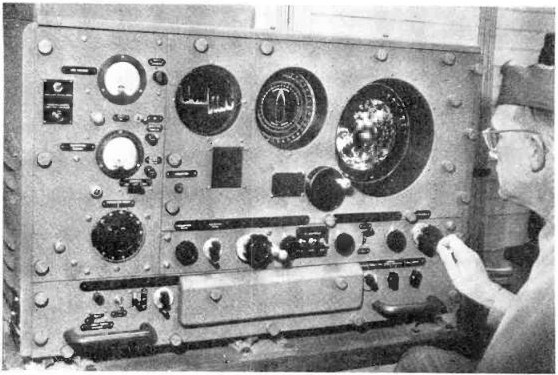
Console de commande du radar SG.
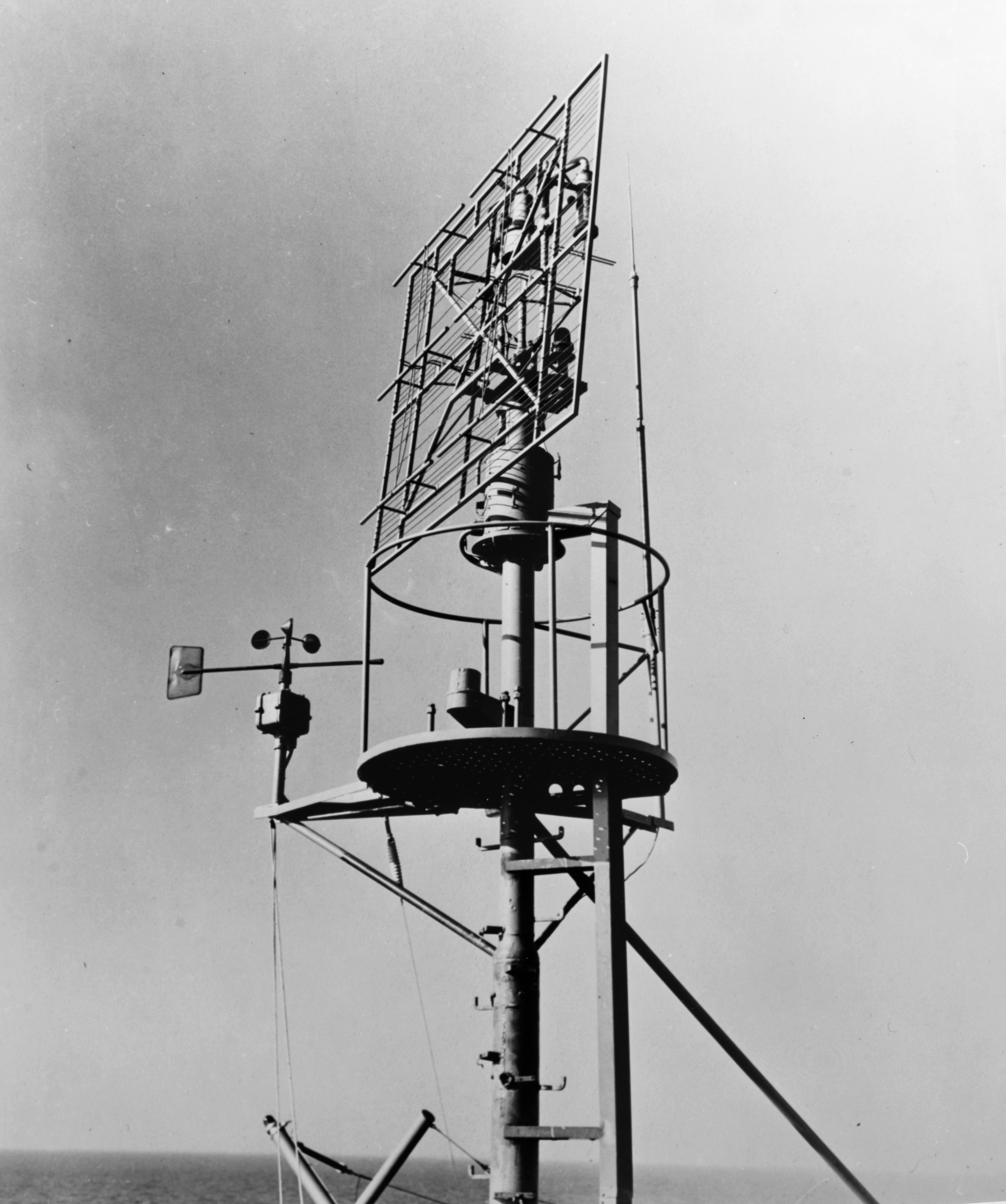
Antenne du radar SC.
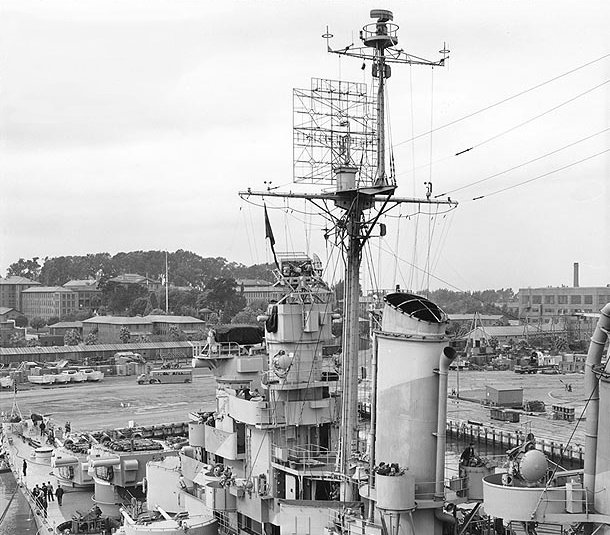
Antennes des radars SG (tout en haut du mât) et SK (en-dessous et à gauche) sur un croiseur.

## Construction

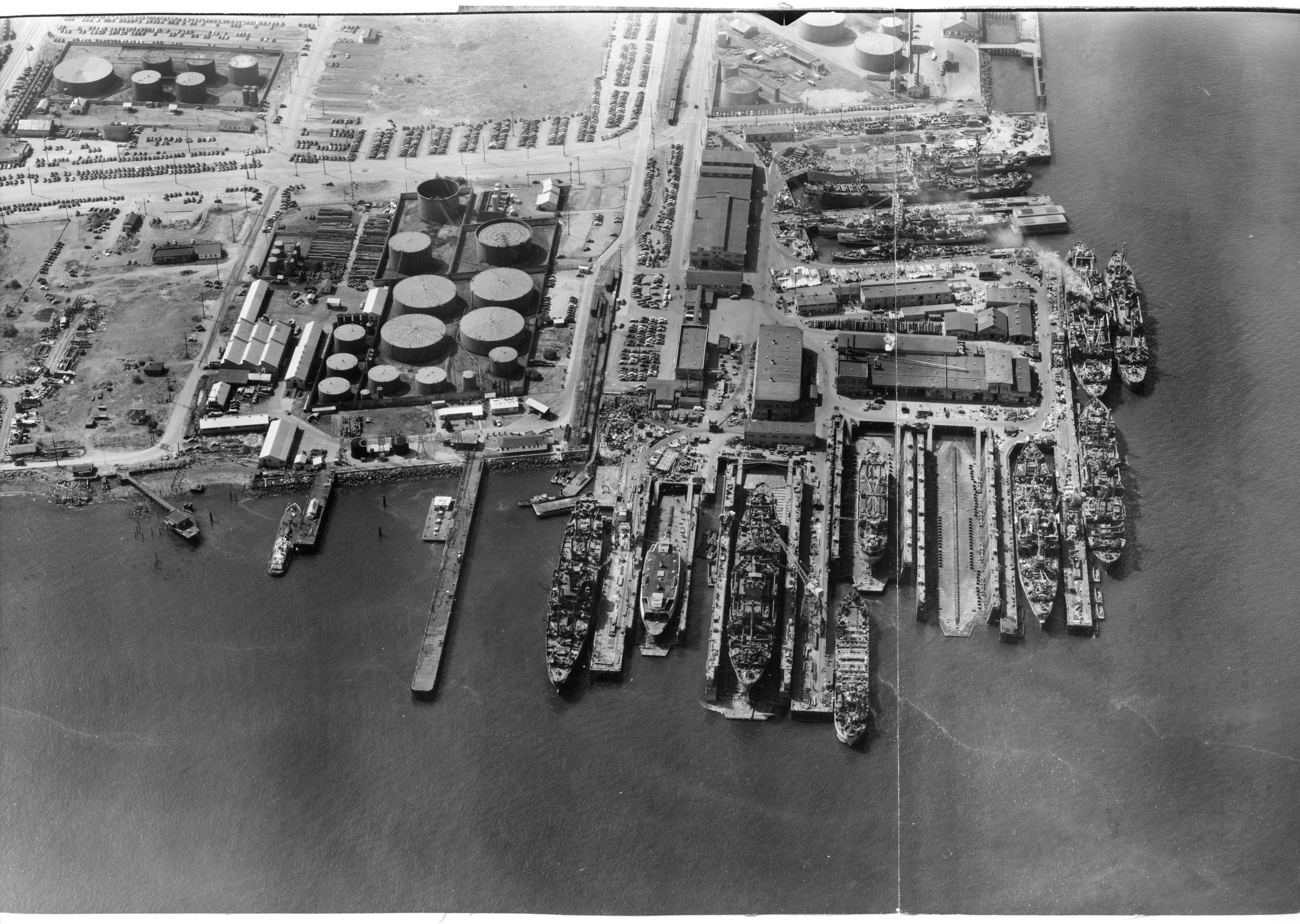
Le chantier de Tacoma en 1945.

Les Bogue sont construits dans trois chantiers navals :
- Seattle-Tacoma Shipbuilding Corporation, dans l'État de Washington pour 37 des 45 unités,
- Ingalls, à Pascagoula, Mississippi (quatre navires),
- Western Pipe and Steel Company, à San Francisco (quatre navires).

Les 22 premiers navires sont construits en convertissant des cargos C3 déjà en construction. Les 23 suivants sont de nouvelles coques construites spécifiquement, mais sur les mêmes plans, et toutes à Seattle. Alors qu'il était initialement prévu de fournir aux Britanniques, dans le cadre du Lend-lease, des porte-avions d'escorte de la classe Casablanca, légèrement plus grands, il est finalement décidé de conserver toutes les unités de cette classe au sein de l'US Navy, et de transmettre à la Royal Navy la plupart des Bogues. Seuls 11 des exemplaires restent aux mains des Américains. À l'exception du Prince William, ils appartiennent au premier lot construit. Leur construction est rapide et bon marché : ainsi, la conversion du Bogue est facturée 3,7 millions de dollars. Ce n'est qu'une petite fraction du coût de construction d'un grand porte-avion de flotte : le coût de construction individuel des navires de la classe Essex est de 75 millions de dollars en 1945.
En nombre d'unités, la classe Bogue n’est dépassée que par la classe Casablanca, dont 50 exemplaires ont été construits, lancés d'avril 1943 à juin 1944. Ceci en fait la classe de porte-aéronefs le plus nombreuse de l'Histoire.
Les navires transférés aux Britanniques sont modifiés dans des chantiers canadiens ou britanniques pour être mis aux normes de la Royal Navy. Ces modifications sont importantes. Elles concernent le stockage d'essence, les britanniques n'ayant pas confiance dans la sécurité du système conçu aux États-Unis après l'accident du Dasher, des ballasts supplémentaires pour améliorer la stabilité, les équipements de communication internes, etc. Pour la plupart des navires, ces travaux sont effectués dans le chantier Burrard Dry Dock à Vancouver. Le délai imposé par ces transformations crée quelques frictions entre les deux marines, l'US Navy considérant qu'elle aurait pu mettre les navires en service plus rapidement.

## Service pendant la guerre

### Navires américains
Le premier navire de la classe, l'USS Copahee (CVE-12), entre en service en juin 1942. Son indicatif est alors AVG-9, le préfixe AVG pour (en) Aircraft Escort Vessel. Le 20 août 1942, tous les porte-avions auxiliaires en service ou en construction reçoivent l'indicatif ACV ((en) Aircraft Escort Carrier) et le 15 juillet 1943, ils changent à nouveau de désignation, recevant le signe CVE sous lequel ils sont généralement remémorés a posteriori, et qui reflète leur rôle plus combatif.
Cinq des Bogue de l'US Navy sont affectés pendant l'essentiel de la guerre à l'océan Atlantique, et par extension, à la Méditerranée. Il s'agit des Bogue, Card, Core, Block Island et Croatian. Sur ce théâtre, leur mission principale est l'escorte des convois destinés à la Grande-Bretagne. Il s'agit d'une escorte assez offensive : à la tête d'un groupe Hunter-killer, un porte-avion d'escorte recherche les sous-marins allemands en avant du passage du convoi. Le navire éponyme, le USS Bogue (CVE-9), a coulé 13 sous-marins (11 allemands et 2 japonais), ce qui en fait le meilleur chasseur de sous-marins de la guerre. Outre ce rôle d'escorte et de chasse de sous-marins, les Bogue sont régulièrement utilisés comme navires-écoles pour l'entraînement à l'appontage, ainsi que dans un rôle de transport d'avions vers les théâtres d'opérations, par exemple l'Afrique du Nord. Le Block Island (CVE-21) est perdu le 29 mai 1944 après avoir été torpillé par un sous-marin allemand, c'est le seul porte-aéronefs américain perdu dans l'Atlantique.
Les autres navires, à savoir les USS Copahee, Nassau, Altamaha, Barnes, Breton et Prince Williams, sont affectés au Pacifique pendant l'essentiel de la guerre. Ils jouent aussi ces différents rôles, mais ici leur fonction principale est le convoyage d'avions à travers l'océan. En mai 1943, le USS Nassau (CVE-16) participe à la bataille d'Attu. Ses appareils fournissent un appui aérien aux forces terrestres. Ceci en fait le seul porte-aéronefs américain à prendre part à la campagne des îles Aléoutiennes, un front secondaire de la guerre du Pacifique.
En certaines occasions, ils sont utilisés pour acheminer aux États-Unis des avions ennemis capturés. Ainsi, à l'été 1944, le USS Copahee débarque à San Diego une douzaine de « zéro » capturés pendant la bataille de Saipan, ce qui permet aux militaires américains d'évaluer ces avions. 
Après la capitulation du Japon, les Bogue sont utilisés comme transports pour l'Opération Magic Carpet, c'est-à-dire le rapatriement vers les États-Unis des militaires déployés sur les différents théâtres. 

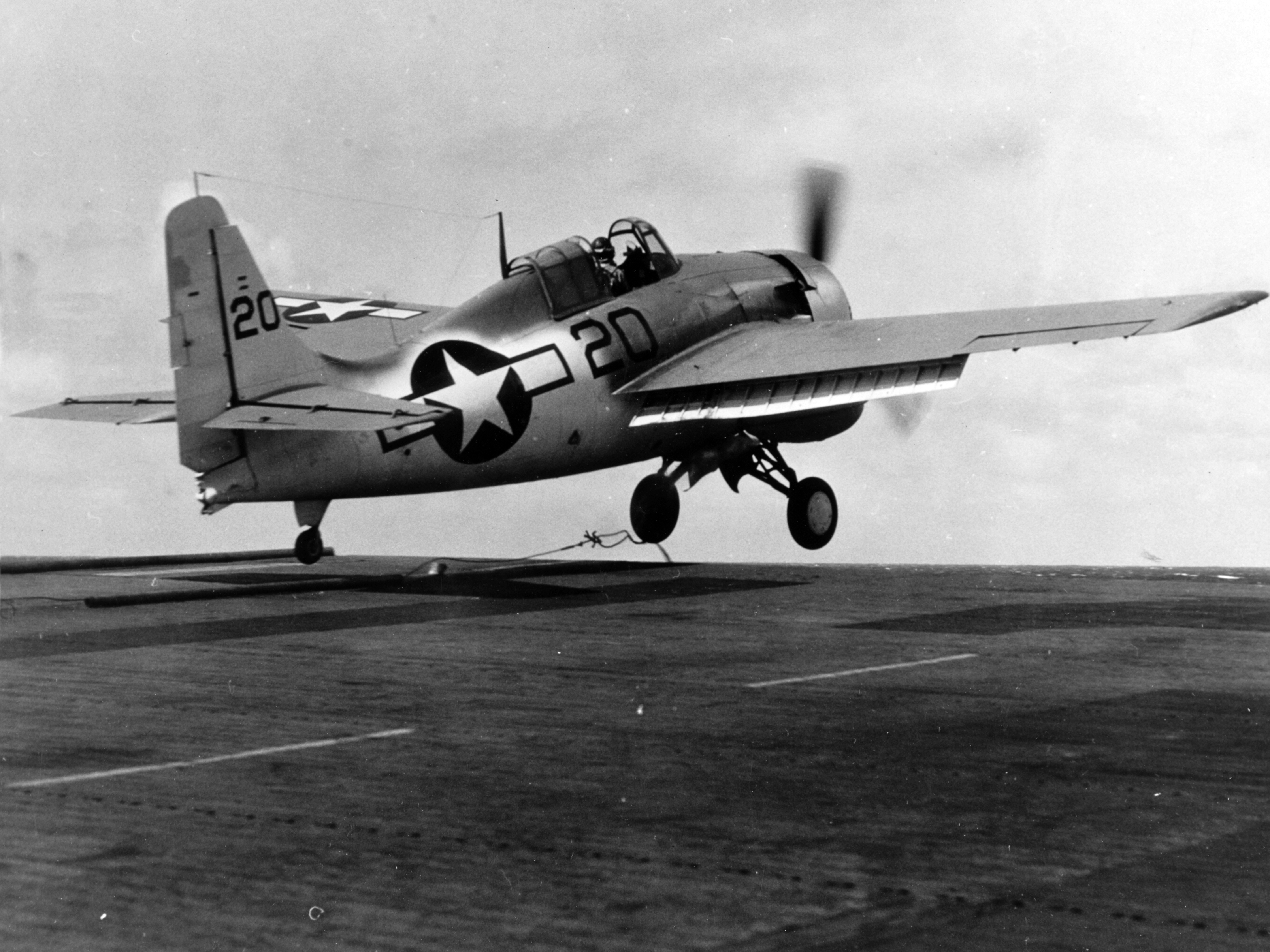
Décollage d'un Wildcat.
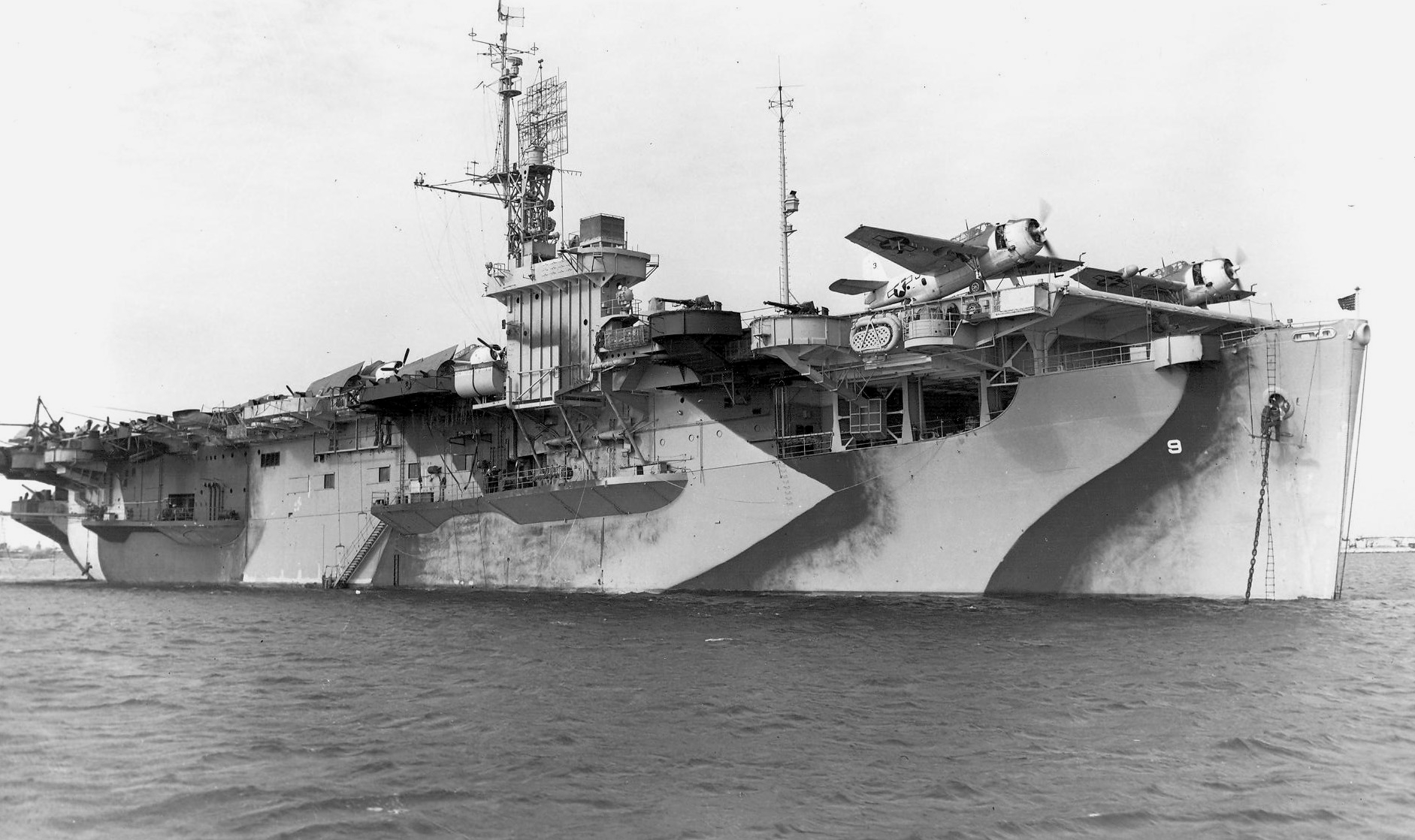
Le Bogue avec un camouflage brise-formes
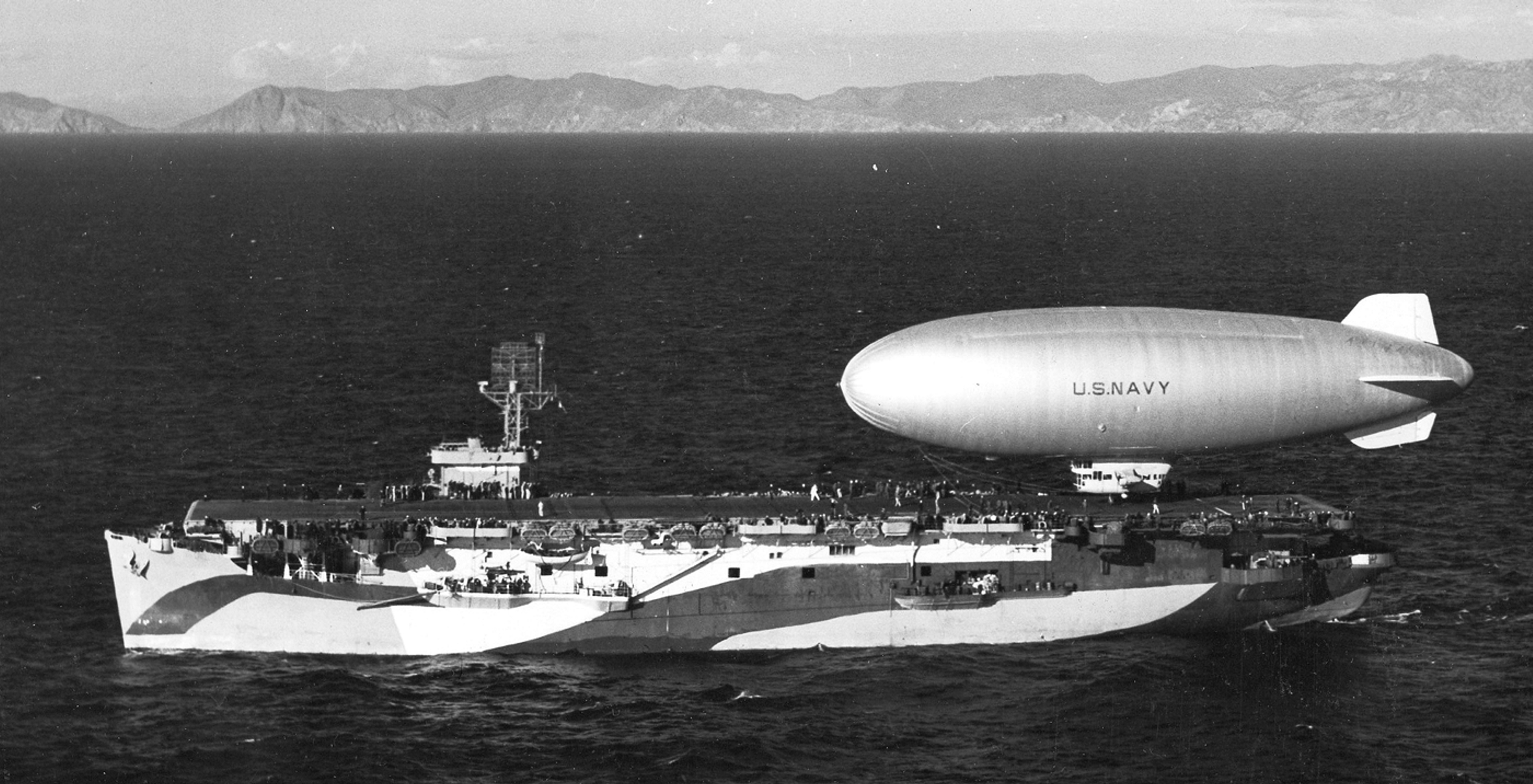
Les Bogue sont parfois utilisés en conjonction avec les dirigeables de Classe K.
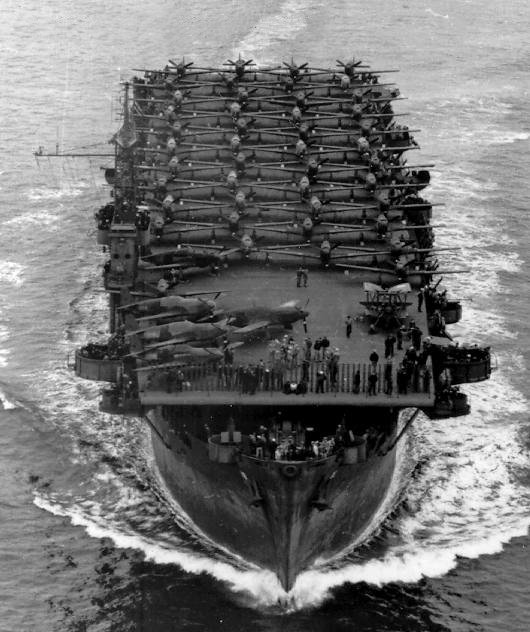
Le USS Altamaha (CVE-18), utilisé pour le transport d'avions (1943).
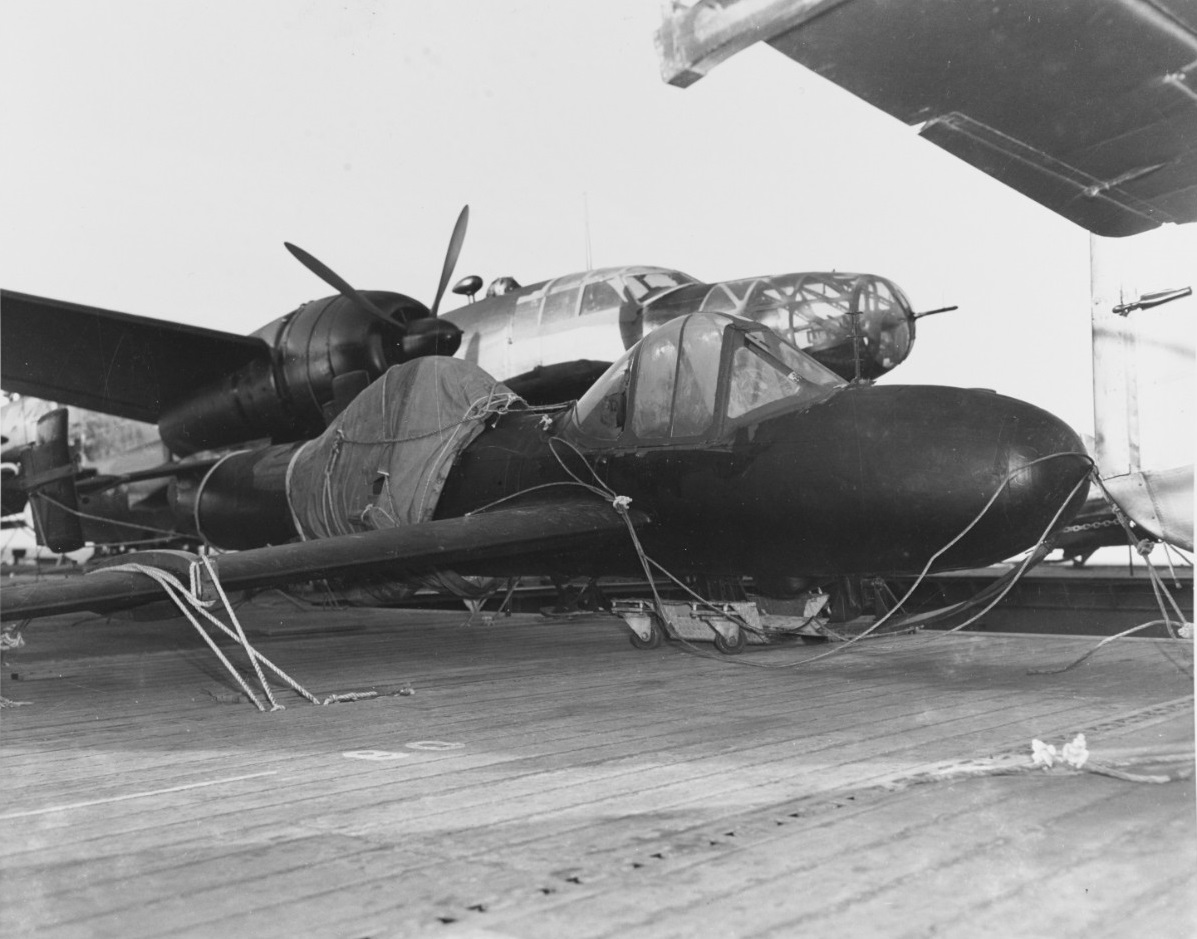
Prototype Okha à bord de l'USS Core.

### Navires britanniques
Les navires en service dans la marine britannique forment les classes Attacker et Ruler, selon qu'ils appartiennent au premier ou au deuxième lot de construction. Deux d'entre eux, HMS Puncher (D79) et le HMS Nabob (D77), ont un équipage canadien fourni par la Marine royale canadienne.
La principale tâche des porte-avions d'escorte britanniques est l'escorte de convois dans l'Atlantique, en Méditerranée et dans l'océan Indien, contre la menace permanente des sous-marins allemands. Ils contribuent ainsi à réduire les dangers courus par les convois dans le « trou noir de l'Atlantique », zone où les sous-marins sont hors de portée des avions basés sur la terre ferme. Le nombre croissant de porte-avions d'escorte disponibles en 1943 a contribué à faire tourner la bataille de l'Atlantique au profit des alliés. Deux des Bogue Britanniques ont été torpillés par des sous-marins allemands : le Nabob en août 1944 et le Thane en janvier 1945. Dans les deux cas, ils ont pu regagner un port ami, mais vu l'importance des dégâts, ils n'ont pas été remis en service,. 
Comme leurs homologues américains, ils sont aussi très utilisés pour le convoyage d'avions. Ceci inclut la livraison d'avions neufs depuis les États-Unis et le transport d'appareils entre les théâtres d'opérations. Ils sont aussi régulièrement affectés à des missions d'entraînement, servant à la formation des pilotes à l'appontage ; en particulier, le HMS Ravager est affecté à ce rôle de navire-école pour l'essentiel des 18 derniers mois de la guerre,. Au printemps 1945, le HMS Reaper (D82) embarque de Cherbourg des avions allemands capturés, dont des Messerschmitt Me 262 et Arado Ar 234. Ils sont débarqués aux États-Unis pour étude. Ce transport est appelé Opération Lusty. 
Lors de l'opération Avalanche (invasion de l'Italie péninsulaire en septembre 1943), quatre des unités de la Royal Navy, les Attacker, Battler, Stalker et Hunter, sont utilisées pour contribuer à l'appui aérien des opérations amphibies. Plusieurs des navires subissent ensuite des modifications visant à mieux les adapter à ce type de missions, avec une artillerie anti-aérienne renforcée, de nouveaux équipements de communication et d'autres améliorations. Le 4 mai 1945, les avions de trois navires de ce type lancent la dernière offensive aérienne de la seconde guerre mondiale sur le front européen : l'opération Judgement, contre une base de la Kriegsmarine en Norvège.

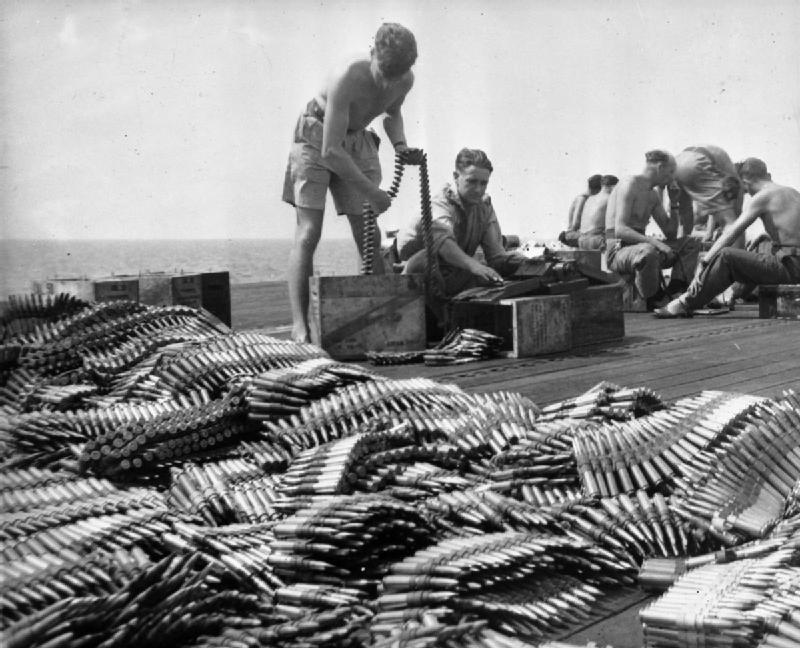
Munitions sur le pont du HMS Ameer.
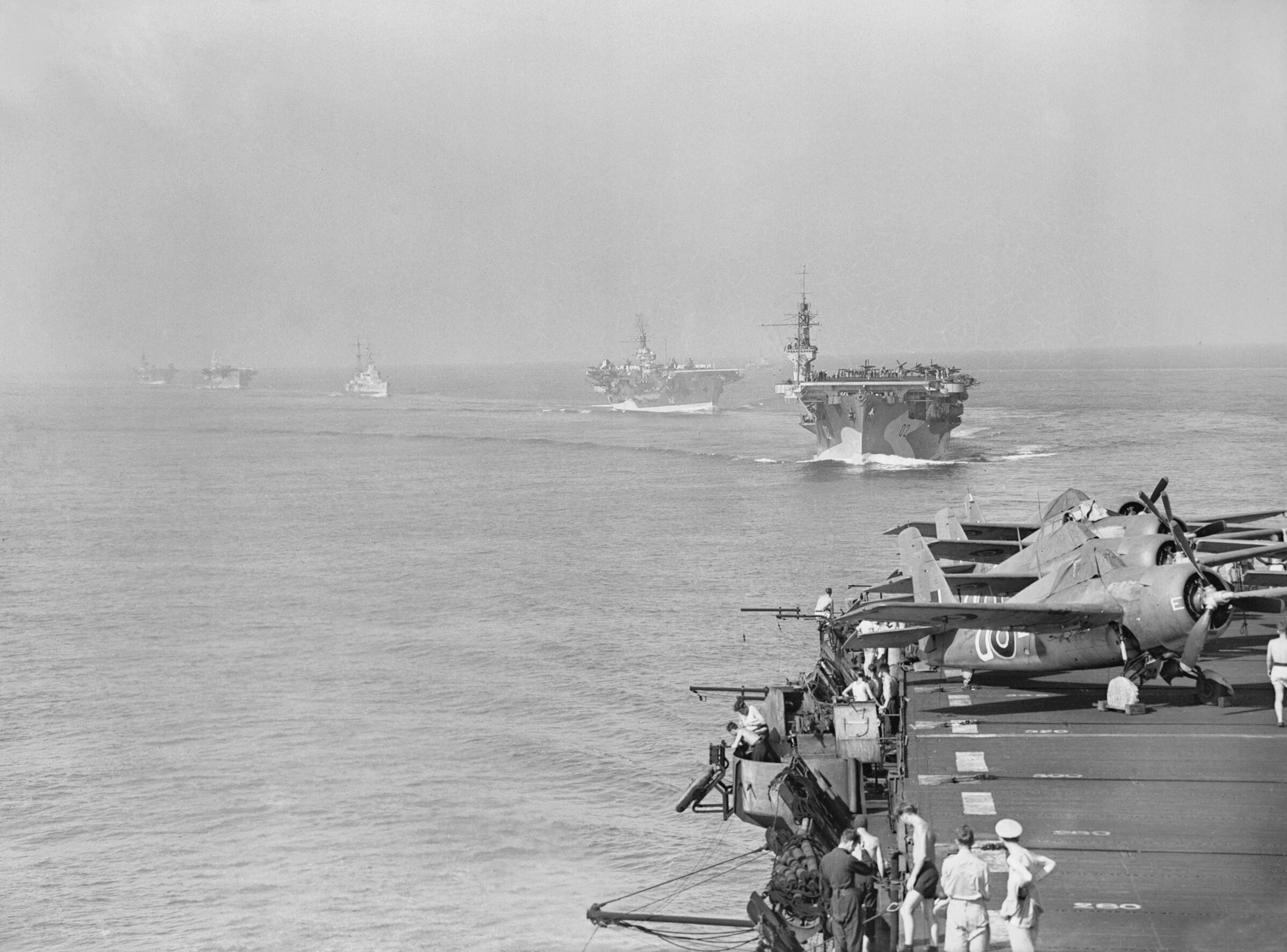
Photo de la flotte de soutien au débarquement en Provence, prise du HMS Persuer.
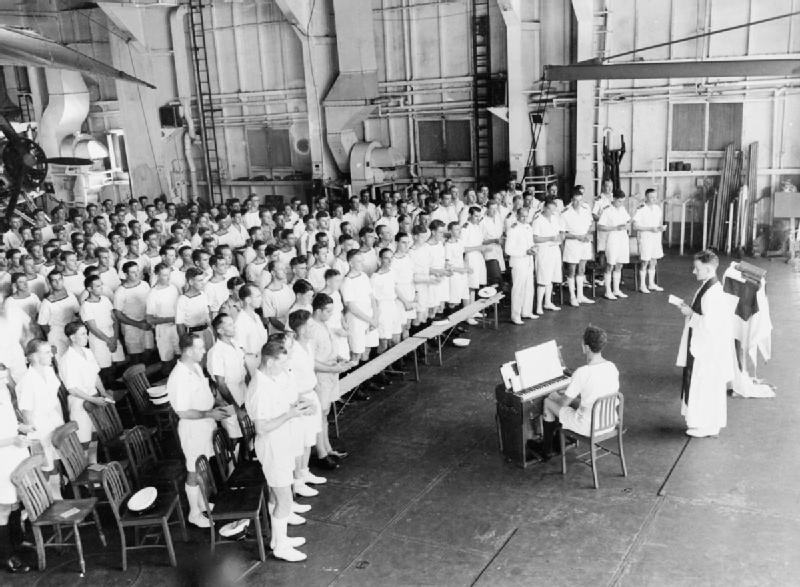
Service religieux dans le hangar du HMS Battler

## Devenir après le conflit

### Unités américaines
Les dix exemplaires restant en service dans l'US Navy à la fin de la guerre sont tous placés en réserve. En 1955, ils sont reclassés comme porte-hélicoptères d'escorte tout en restant en réserve. Leur désignation devient alors CVHE. Cette nouvelle catégorisation, qui concerne aussi des navires des classes Commencement Bay, Sangamon et Casablanca, reflète le rôle qui est maintenant envisagé pour eux dans l'hypothèse d'une remobilisation : servir à déployer des hélicoptères de lutte anti-sous-marine.
En 1959, six sont retirés définitivement du service, tandis que quatre, les Card, Core, Breton et Croatan, sont à nouveau reclassés comme transporteurs d'avions et remis en service. Leur désignation devient T-AKV (transporteurs auxiliaires d'avions). Par ailleurs, ils sont désormais des navires non-commissionnés, ce qui a pour conséquence que, bien qu'ils naviguent pour la Navy, leurs équipages sont civils, et que leur préfixe passe d'USS à USNS. Ils servent dans ce rôle en soutien à la guerre du Vietnam, convoyant des appareils, mais aussi des équipements terrestres, comme des blindés ou des pièces d'artillerie vers les bases au Vietnam, en Thaïlande et aux Philippines, jusqu'à leur radiation définitive et leur démolition en 1970-71. L'un d'entre eux, le Card, est endommagé par une attaque Viet Cong en 1964. Occasionnellement, ils sont aussi utilisés pour transporter des avions neufs vendus à divers pays alliés. 
L'un des navires, le Croatan, est brièvement (1964-1965) mis à disposition de la NASA comme centre de tir mobile pour fusées-sondes.

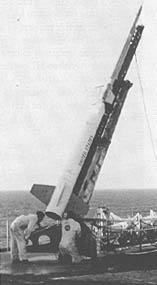
Tir d'une fusée-sonde Nike-Apache depuis le Croatan, 1964.
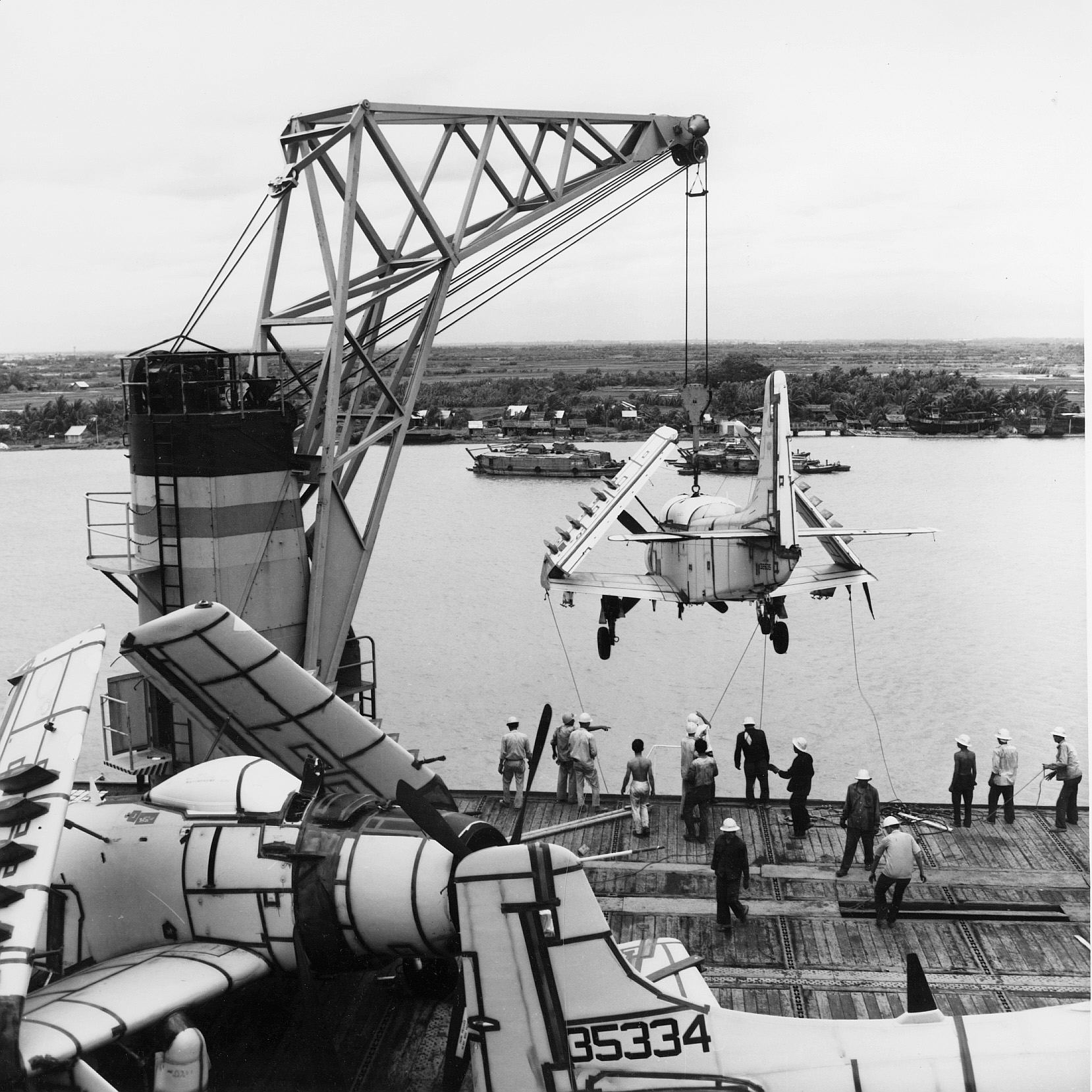
Le Core débarque des Skyraider à Saigon, 1965.
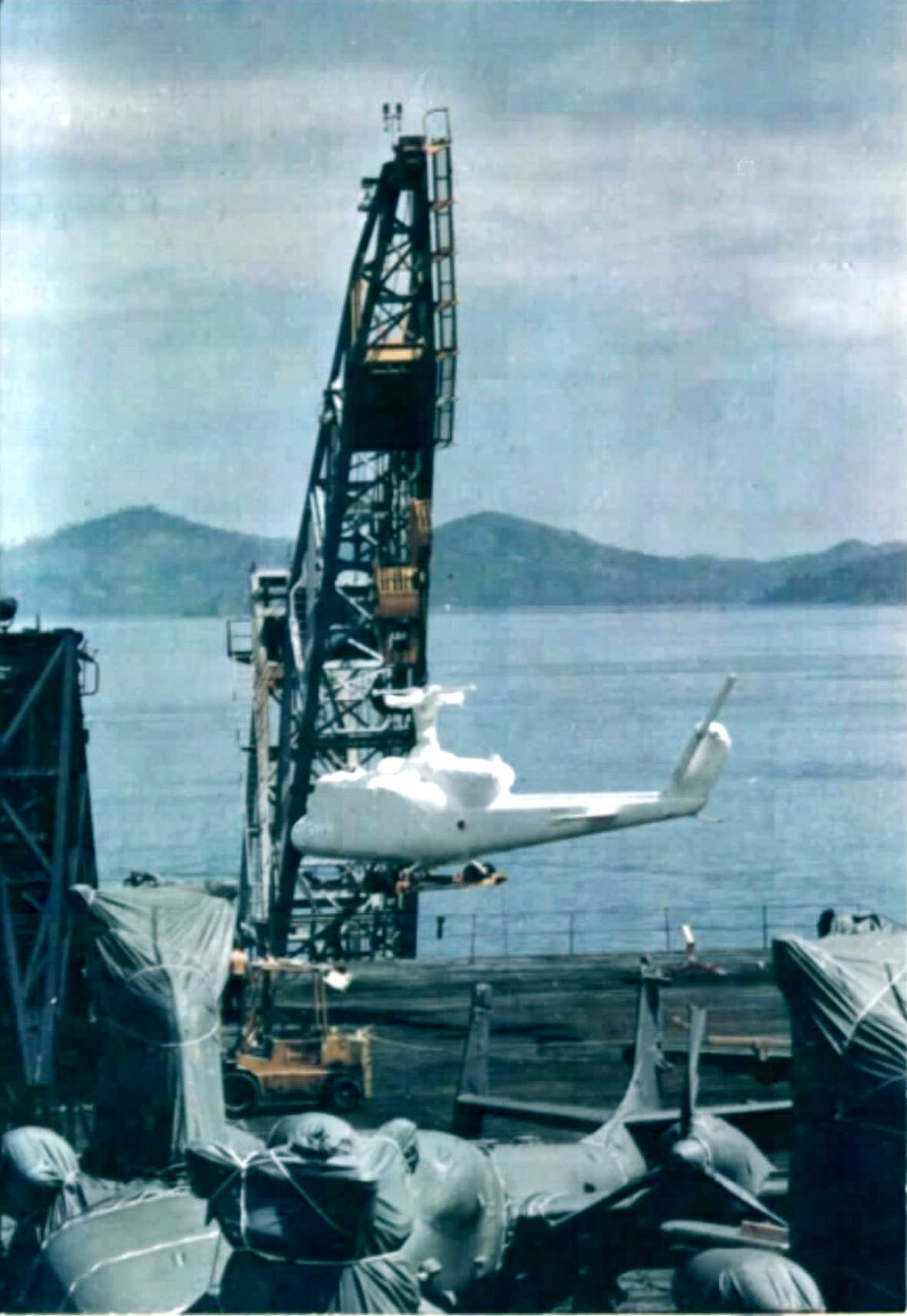
Le Breton livre des avions et des hélicoptères à une base aux Philippines (1966).

### Unités britanniques
Les Bogue en service chez les Britanniques sont restitués aux États-Unis après la guerre, redevenant formellement des navires de l'US Navy, qui les met en vente. Certains sont ferraillés, les autres sont remis dans leur configuration cargo pour reprendre le service commercial. En 1961, l'un de ces navires fait une apparition dans l'actualité : l'ancien HMS Searcher, naviguant désormais comme cargo sous le nom Captain Theo pour un armateur grec, repêche Terry Jo Duperrault, une fille de onze ans, qui a survécu quatre jours sur un radeau, après avoir été la seule rescapée du meurtre de sa famille à bord du voilier Bluebelle. Tous finissent par être ferraillés à la fin de leur utilisation commerciale, pour la plupart dans les années 1970.

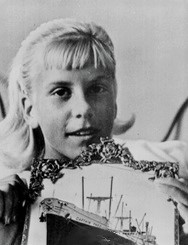
Terry Jo Duperrault tenant une image du Captain Theo, 1961.
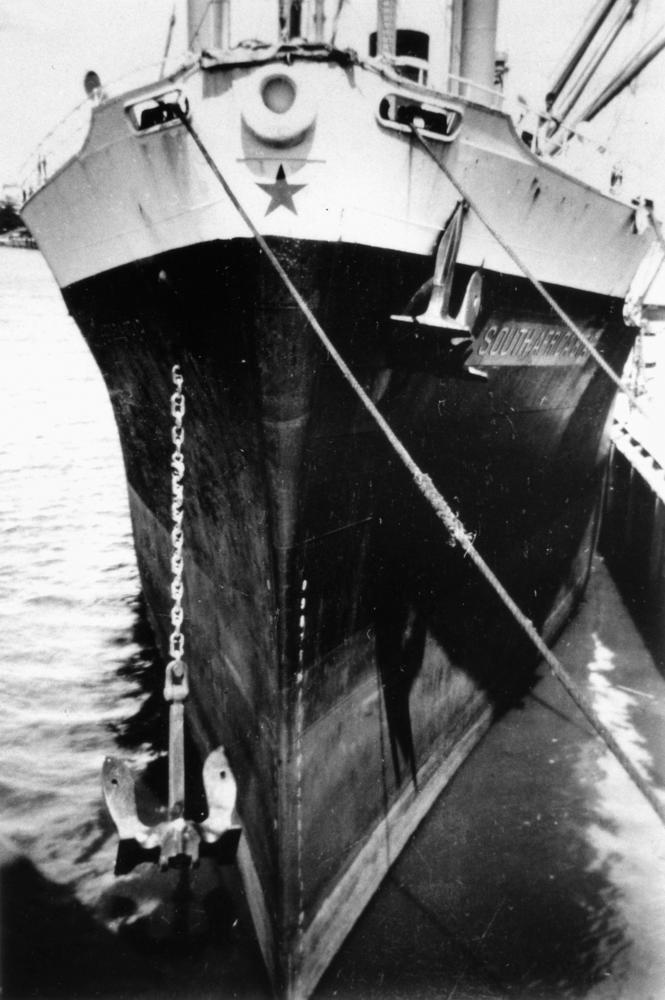
L'ex-HMS Reaper en service civil comme cargo frigorifique sous le nom TSS South Africa Star,  1950.

## Unités de la classe
L'US Navy a donné aux navires de cette classe le nom d'éléments géographiques (bras de mer, lagunes, graus...) du littoral des États-Unis. La plupart des navires destinés au Royaume-Uni ont été baptisés une première fois par l'US Navy, puis renommés par la Royal Navy. L’US Navy a parfois ensuite réattribué le même nom à une autre unité. C'est ainsi que la classe a par exemple compté deux Block Island, CVE-8 et CVE-21. 
| no de coque | Nom            | Quille           | Lancement       | Armement          | Chantier                    | Devenir |
| ----------- | -------------- | ---------------- | --------------- | ----------------- | --------------------------- | --- |
| CVE-9       | Bogue          | 1er octobre 1941 | 15 janvier 1942 | 26 septembre 1942 | Seattle-Tacoma Shipbuilding | Reclassé en porte-hélicoptères en juin 1955, rayé des listes en mars 1959.                                     |
| CVE-11      | Card           | 27 octobre 1941  | 21 février 1942 | 8 novembre 1942   | Seattle-Tacoma Shipbuilding | Reclassé en porte-hélicoptères en juin 1955, en transport d'avions en 1959, rayé des listes en septembre 1970. |
| CVE-12      | Copahee        | 18 juin 1941     | 21 octobre 1941 | 15 juin 1942      | Seattle-Tacoma Shipbuilding | Reclassé en porte-hélicoptères en juin 1955, rayé des listes en mars 1959.                                     |
| CVE-13      | Core           | 2 janvier 1942   | 15 mai 1942     | 10 décembre 1942  | Seattle-Tacoma Shipbuilding | Reclassé en porte-hélicoptères en juin 1955, en transport d'avions en 1959, rayé des listes en septembre 1970. |
| CVE-16      | Nassau         | 27 novembre 1941 | 4 avril 1942    | 20 août 1942      | Seattle-Tacoma Shipbuilding | Reclassé en porte-hélicoptères en juin 1955, rayé des listes en mars 1959.                                     |
| CVE-18      | Altamaha       | 19 décembre 1941 | 22 mai 1942     | 15 septembre 1942 | Seattle-Tacoma Shipbuilding | Reclassé en porte-hélicoptères en juin 1955, rayé des listes en mars 1959.                                     |
| CVE-20      | Barnes         | 19 janvier 1942  | 22 mai 1942     | 20 février 1943   | Seattle-Tacoma Shipbuilding | Reclassé en porte-hélicoptères en juin 1955, rayé des listes en mars 1959.                                     |
| CVE-21      | Block Island   | 19 janvier 1942  | 6 juin 1942     | 8 mars 1943       | Seattle-Tacoma Shipbuilding | Coulé le 29 mai 1944 au large des îles Canaries par l'Unterseeboot 549.                                        |
| CVE-23      | Breton         | 25 février 1942  | 27 juin 1942    | 12 avril 1943     | Seattle-Tacoma Shipbuilding | Reclassé en porte-hélicoptères en juin 1955, en transport d'avions en 1959, rayé des listes en août 1971.      |
| CVE-25      | Croatan        | 15 avril 1942    | 3 août 1942     | 28 avril 1943     | Seattle-Tacoma Shipbuilding | Reclassé en porte-hélicoptères en juin 1955, en transport d'avions en 1959, rayé des listes en septembre 1970. |
| CVE-31      | Prince William | 19 mai 1942      | 23 août 1942    | 9 avril 1943      | Seattle-Tacoma Shipbuilding | Reclassé en porte-hélicoptères en juin 1955, rayé des listes en mars 1959.                                     |

| no de coque | Nom britannique    | Nom américain   | Quille           | Lancement         | Armement         | Chantier                       | Devenir                                                             |
| ----------- | ------------------ | --------------- | ---------------- | ----------------- | ---------------- | ------------------------------ | ------------------------------------------------------------------- |
| CVE-7       | HMS Attacker (D02) | Barnes          | 7 avril 1941     | 27 septembre 1941 | 7 octobre 1942   | Western Pipe and Steel Company | Converti en cargo, retour au service marchand. Ferraillé en 1980.   |
| CVE-6       | HMS Battler (D18)  | Altamaha        | 15 avril 1941    | 4 avril 1942      | 15 novembre 1942 | Ingalls Shipbuilding           | Ferraillé en 1946.                                                  |
| CVE-10      | HMS Chaser (D32)   | Breton          | 28 juin 1941     | 15 février 1943   | 9 avril 1943     | Ingalls Shipbuilding           | Converti en cargo, retour au service marchand. Ferraillé vers 1973. |
| CVE-14      | HMS Fencer (D64)   | Croatan         | 5 septembre 1941 | 4 avril 1942      | 20 février 1943  | Western Pipe and Steel Company | Converti en cargo, retour au service marchand. Ferraillé en 1975.   |
| CVE-8       | HMS Hunter (D80)   | Block Island    | 15 mai 1941      | 22 mai 1941       | 9 janvier 1943   | Ingalls Shipbuilding           | Converti en cargo, retour au service marchand. Ferraillé en 1965.   |
| CVE-17      | HMS Persuer (D73)  | St. Georges     | 31 juillet 1941  | 18 juillet 1942   | 14 juillet 1943  | Ingalls Shipbuilding           | Ferraillé en 1946.                                                  |
| AVG-24      | HMS Ravager (D70)  | n/a             | 11 avril 1942    | 16 juillet 1942   | 27 février 1943  | Seattle-Tacoma Shipbuilding    | Converti en cargo, retour au service marchand. Ferraillé en 1973.   |
| AVG-22      | HMS Searcher (D40) | n/a             | 20 février 1942  | 20 juin 1942      | 7 avril 1943     | Seattle-Tacoma Shipbuilding    | Converti en cargo, retour au service marchand. Ferraillé en 1976.   |
| CVE-15      | HMS Stalker (D91)  | Hamlin          | 6 octobre 1941   | 5 mars 1942       | 21 décembre 1942 | Western Pipe and Steel Company | Converti en cargo, retour au service marchand. Ferraillé en 1975.   |
| CVE-19      | HMS Striker (D12)  | Prince Williams | 15 décembre 1941 | 7 mai 1942        | 18 mai 1943      | Western Pipe and Steel Company | Ferraillé en 1948.                                                  |
| BAVG-6      | HMS Tracker (D24)  | n/a             | 7 novembre 1941  | 7 mars 1942       | 31 janvier 1943  | Seattle-Tacoma Shipbuilding    | Converti en cargo, retour au service marchand. Ferraillé en 1964.   |

| no de coque | Nom britannique     | Nom américain | Quille            | Lancement         | Armement          | Devenir                                        |
| ----------- | ------------------- | ------------- | ----------------- | ----------------- | ----------------- | ---------------------------------------------- |
| CVE-32      | HMS Sligner (D26)   | Chatham       | 25 mai 1942       | 19 septembre 1942 | 11 août 1943      | Converti en cargo, retour au service marchand. |
| CVE-33      | HMS Atheling (D51)  | Glacier       | 9 juin 1942       | 7 septembre 1942  | 28 octobre 1943   | Converti en cargo, retour au service marchand. |
| CVE-34      | HMS Emperor (D98)   | Pybus         | 23 juin 1942      | 7 octobre 1942    | 6 août 1943       | Converti en cargo, retour au service marchand. |
| CVE-35      | HMS Ameer (D01)     | Baffins       | 18 juillet 1942   | 18 octobre 1942   | 20 juillet 1943   | Converti en cargo, retour au service marchand. |
| CVE-36      | HMS Begum (D38)     | Balinas       | 3 août 1942       | 11 novembre 1942  | 2 août 1943       | Converti en cargo, retour au service marchand. |
| CVE-37      | HMS Trumpeter (D09) | Bastian       | 25 août 1942      | 15 décembre 1942  | 4 aout 1943       | Converti en cargo, retour au service marchand. |
| CVE-38      | HMS Empress (D42)   | Carnagie      | 9 septembre 1942  | 30 décembre 1942  | 12 août 1943      | Ferraillé en 1946                              |
| CVE-39      | HMS Khedive (D62)   | Cardova       | 22 septembre 1942 | 30 janvier 1943   | 25 août 1943      | Converti en cargo, retour au service marchand. |
| CVE-40      | HMS Speaker (D90)   | Delgada       | 9 octobre 1942    | 20 février 1943   | 20 novembre 1943  | Converti en cargo, retour au service marchand. |
| CVE-41      | HMS Nabob (D77)     | Edisto        | 20 octobre 1942   | 22 mars 1943      | 7 septembre 1943  | Torpillé par U-354                             |
| CVE-42      | HMS Premier (D23)   | Estero        | 31 octobre 1942   | 22 mars 1943      | 3 novembre 1943   | Converti en cargo, retour au service marchand. |
| CVE-43      | HMS Shah (D21)      | Jamaica       | 13 novembre 1942  | 21 avril 1943     | 27 septembre 1943 | Converti en cargo, retour au service marchand. |
| CVE-44      | HMS Patroller (D07) | Keweenaw      | 27 novembre 1942  | 6 mai 1943        | 25 octobre 1943   | Converti en cargo, retour au service marchand. |
| CVE-45      | HMS Rajah (D10)     | Prince        | 17 décembre 1942  | 18 mai 1943       | 17 janvier 1944   | Converti en cargo, retour au service marchand. |
| CVE-46      | HMS Ranee (D03)     | Niantic       | 5 février 1943    | 2 juin 1943       | 8 novembre 1943   | Converti en cargo, retour au service marchand. |
| CVE-47      | HMS Trouncer (D85)  | Perdido       | 1er février 1943  | 2 juin 1943       | 31 janvier 1944   | Converti en cargo, retour au service marchand. |
| CVE-48      | HMS Thane (D48)     | Sunset        | 23 février 1943   | 16 juillet 1943   | 19 novembre 1943  | Torpillé par U-1172                            |
| CVE-49      | HMS Queen (D19)     | St. Andrews   | 12 mars 1943      | 2 août 1943       | 7 décembre 1943   | Converti en cargo, retour au service marchand. |
| CVE-50      | HMS Ruler (D72)     | St. Joseph    | 25 mars 1943      | 21 août 1943      | 22 décembre 1943  | Converti en cargo, retour au service marchand. |
| CVE-51      | HMS Arbiter (D31)   | St. Simon     | 26 avril 1943     | 9 septembre 1943  | 31 décembre 1943  | Converti en cargo, retour au service marchand. |
| CVE-52      | HMS Smiter (D55)    | Vermillion    | 10 mai 1943       | 27 septembre 1943 | 20 janvier 1944   | Converti en cargo, retour au service marchand. |
| CVE-53      | HMS Puncher (D79)   | Willapa       | 21 mai 1943       | 8 novembre 1943   | 5 février 1944    | Converti en cargo, retour au service marchand. |
| CVE-54      | HMS Reaper (D82)    | Winjah        | 5 juin 1943       | 22 novembre 1943  | 18 février 1944   | Converti en cargo, retour au service marchand. |